# Équipe d'Australie des moins de 17 ans de football
Maillots
L'équipe d'Australie des moins de 17 ans est une sélection de joueurs de moins de 17 ans au début des deux années de compétition placée sous la responsabilité de la Fédération d'Australie de football. L'équipe a remporté dix fois le Championnat d'Océanie de football des moins de 16 ans, et a été une fois finaliste de la Coupe du monde des moins de 17 ans.

## Parcours

### Coupe d’Océanie[1]
- 1983 :  Vainqueur
- 1986 :  Vainqueur
- 1989 :  Vainqueur
- 1991 :  Vainqueur
- 1993 :  Vainqueur
- 1995 :  Vainqueur
- 1997 :  Finaliste
- 1999 :  Vainqueur
- 2001 :  Vainqueur
- 2003 :  Vainqueur
- 2005 :  Vainqueur

### Coupe d'Asie
- 2006 : Ne participe pas
- 2008 : Quarts de finale
- 2010 : Demi-finale[2]
- 2012 : Quarts de finale
- 2014 : Demi-finale[3]
- 2016 : 1er tour
- 2018 : Demi-finale[4]
- 2023 : Quarts de finale

### Coupe du monde
- 1985 : Quarts de finale
- 1987 : Quarts de finale
- 1989 : 1er tour
- 1991 : Quarts de finale
- 1993 : Quarts de finale
- 1995 : Quarts de finale
- 1997 : Non qualifiée
- 1999 :  Finaliste[5]
- 2001 : Quarts de finale
- 2003 : 1er tour
- 2005 : 1er tour
- 2007 : Ne participe pas
- 2009 : Non qualifiée
- 2011 : Huitième de finale
- 2013 : Non qualifiée
- 2015 : Huitième de finale
- 2017 : Non qualifiée
- 2019 : Huitième de finale
- 2023 : Non qualifiée

## Palmarès
- Coupe du monde de football des moins de 17 ans
  - Finaliste en 1999

- Tournoi qualificatif de l'OFC des moins de 17 ans
  - Vainqueur en 1983, en 1986, en 1989, en 1991, en 1993, en 1995, en 1999, en 2001, en 2003 et en 2005

- Championnat d'Asie du Sud-Est de football des moins de 16 ans
  - Vainqueur en 2008 et 2016

## Anciens joueurs
- Gareth Naven
- Craig Foster
- Paul Trimboli
- Steve Horvat
- Mark Bosnich
- Mark Schwarzer
- Tony Popovic
- Željko Kalac
- Craig Moore
- Brett Emerton
- Harry Kewell
- Daniel Allsopp
- Scott McDonald
- Joshua Kennedy
- Erik Paartalu